# Gary O'Shaughnessy
Gary O'Shaughnessy (...) è un cantante irlandese.
Ha rappresentato l'Irlanda all'Eurovision Song Contest 2001 con il brano Without Your Love.

## Biografia
Nato in una famiglia musicale, Gary O'Shaughnessy ha cercato di rappresentare l'Irlanda all'Eurovision per tre anni. Nel 1997 ha partecipato alla selezione irlandese per la prima volta cantando Love and Understanding e classificandosi 3º su 10 partecipanti, mentre nel 1999 si è classificato 5º su 8 con I'll Be There.
Il 25 febbraio 2001 ha partecipato alla selezione per una terza volta proponendo Without Your Love e venendo incoronato vincitore. All'Eurovision Song Contest 2001, che si è tenuto il successivo 12 maggio a Copenaghen, si è piazzato al 21º posto su 23 partecipanti con 6 punti totalizzati. È lo zio di Ryan O'Shaughnessy, il rappresentante irlandese all'Eurovision Song Contest 2018.

## Discografia

### Singoli
- 2001 – Without Your Love